# Dokumentationszentrum Reichsparteitagsgelände

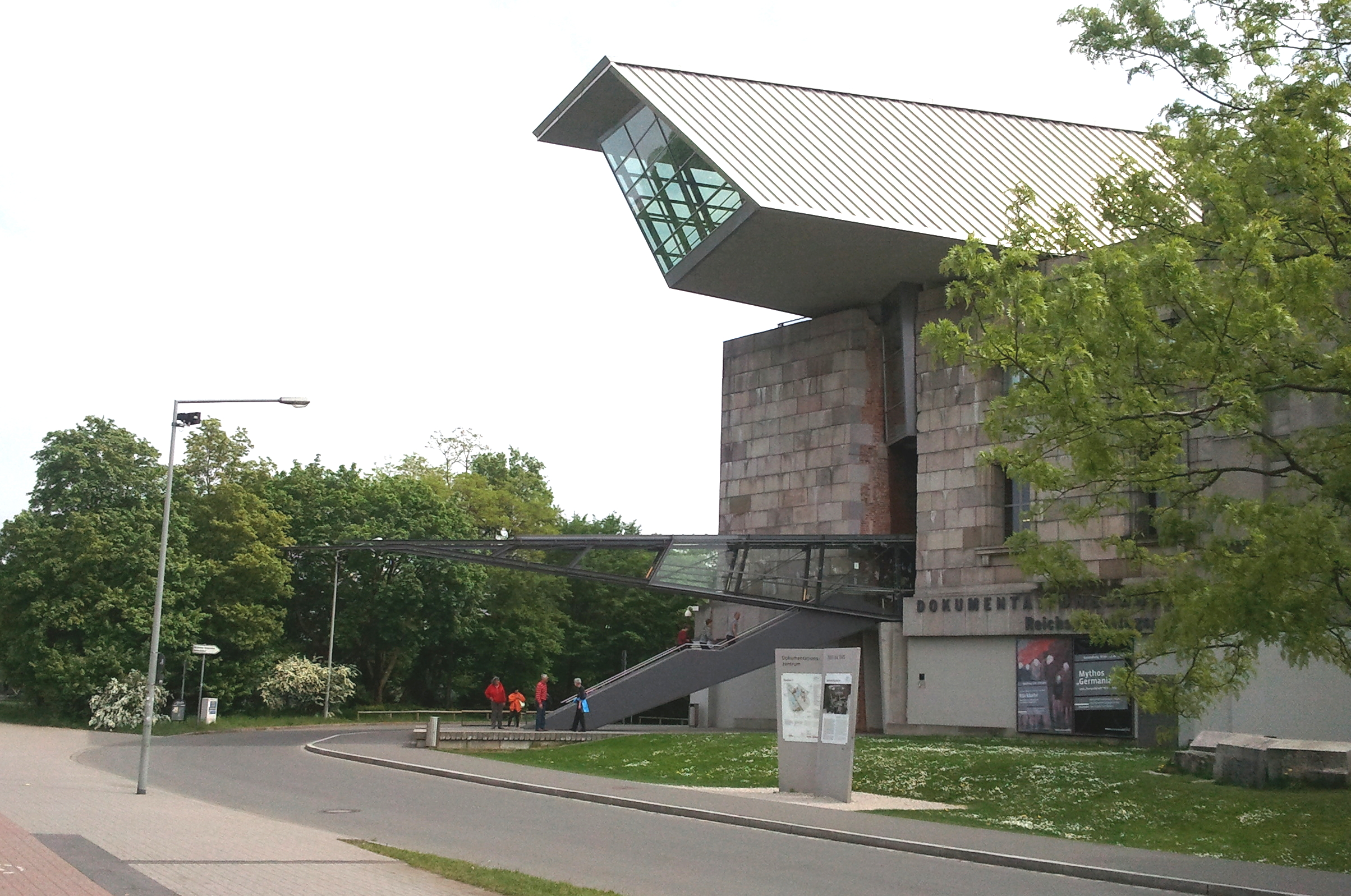
Eingang des Dokumentationszentrums von 2001 bis 2020 und wieder seit Februar 2025

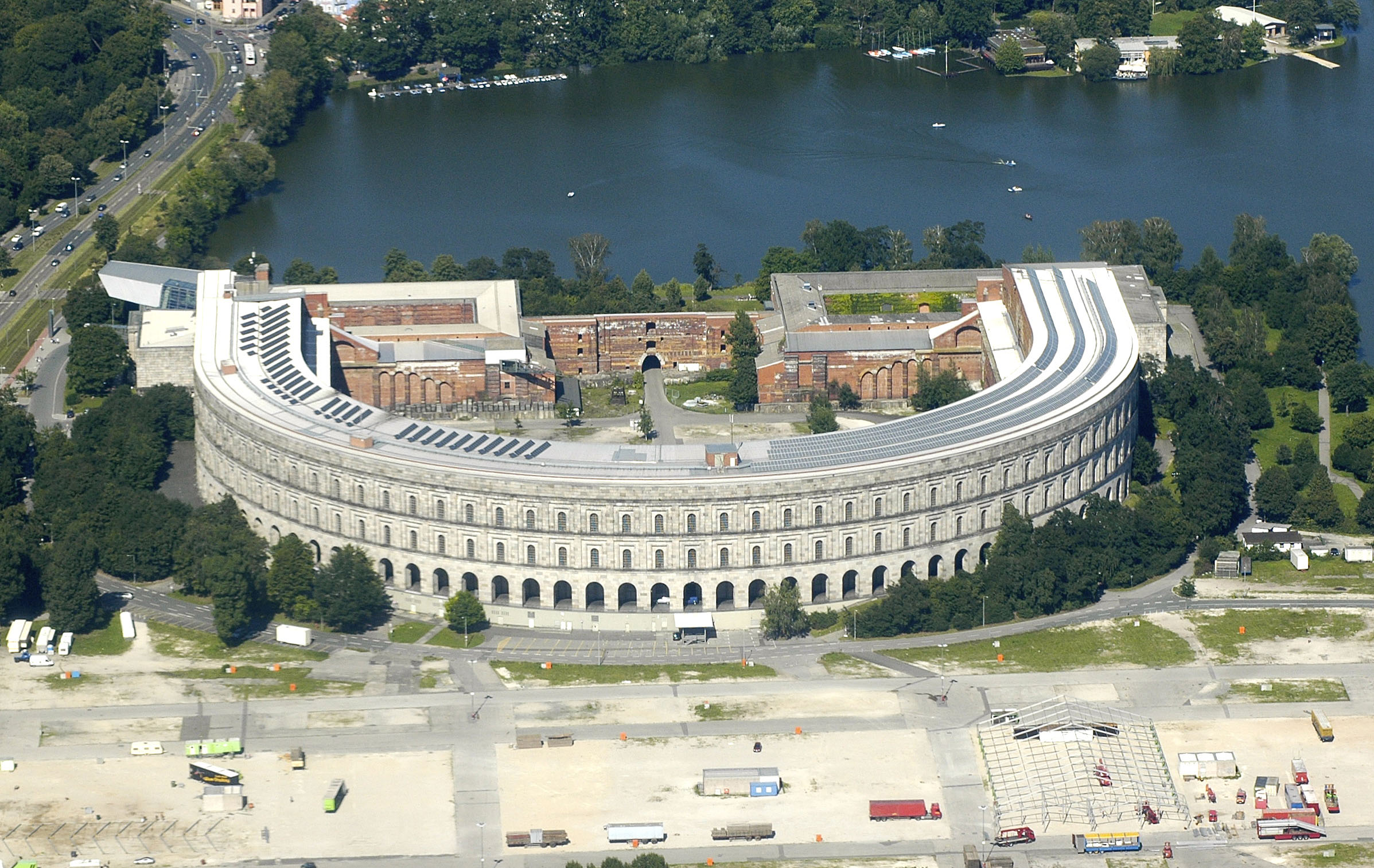
Die Kongresshalle am Dutzendteich. Der Eingang des Dokumentationszentrums befindet sich links im Bild; der Nürnberger Volksfestplatz grenzt unmittelbar an das Gebäude an (vorne).

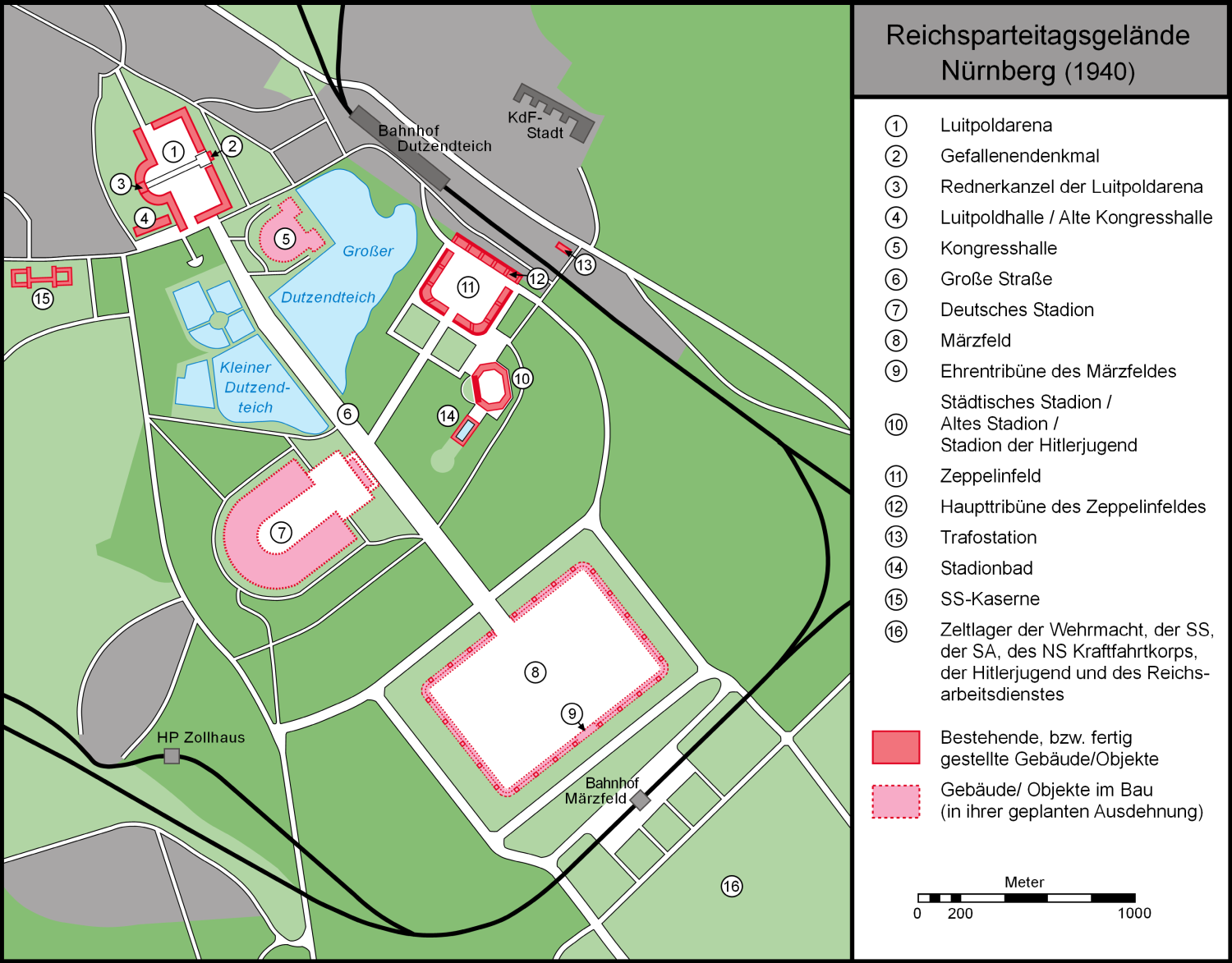
Kartenausschnitt des Reichsparteitagsgeländes um 1940

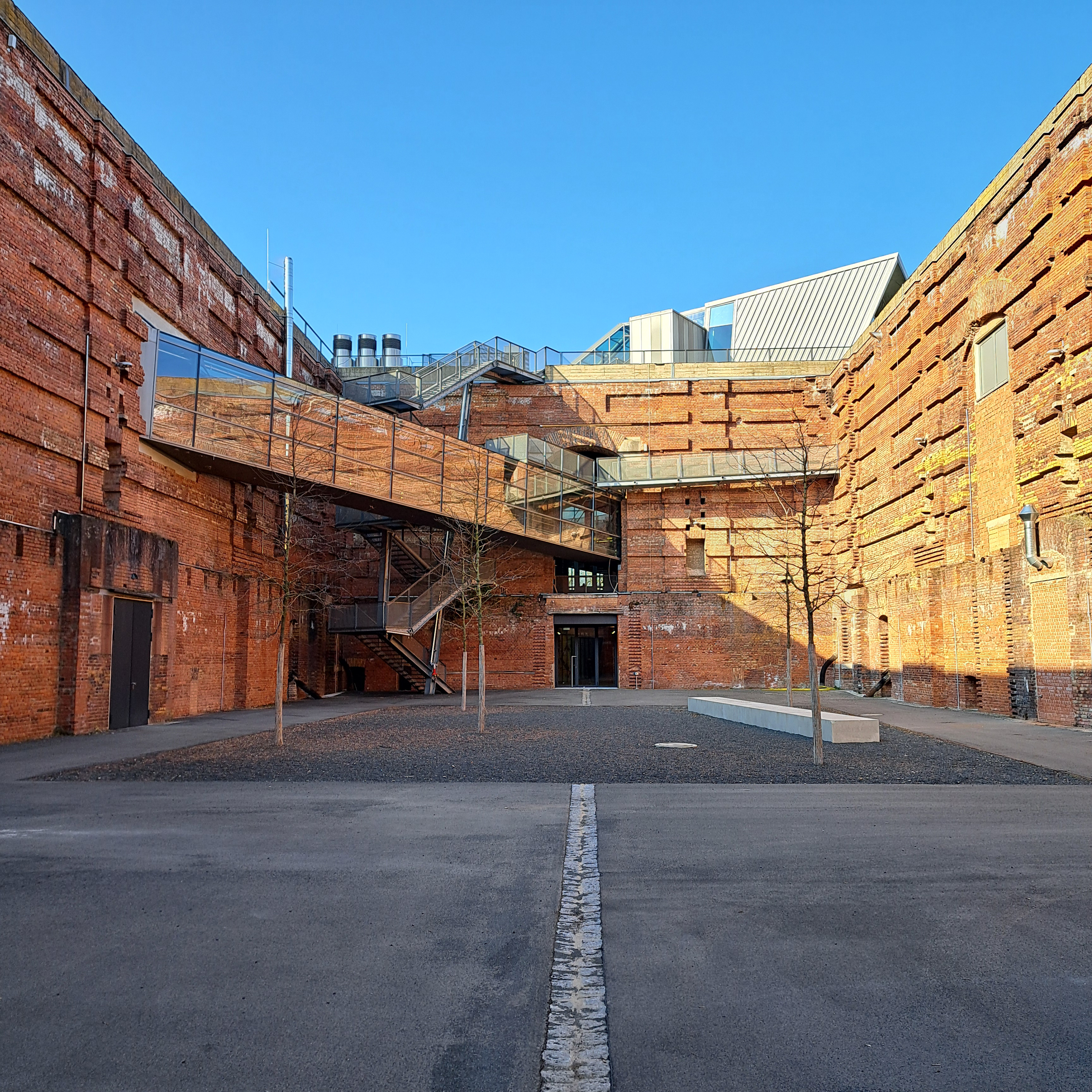
Der neue gestaltete Innenhof des Dokumentationszentrums am Tag der (Teil-)Wiederöffnung am 18. Februar 2025

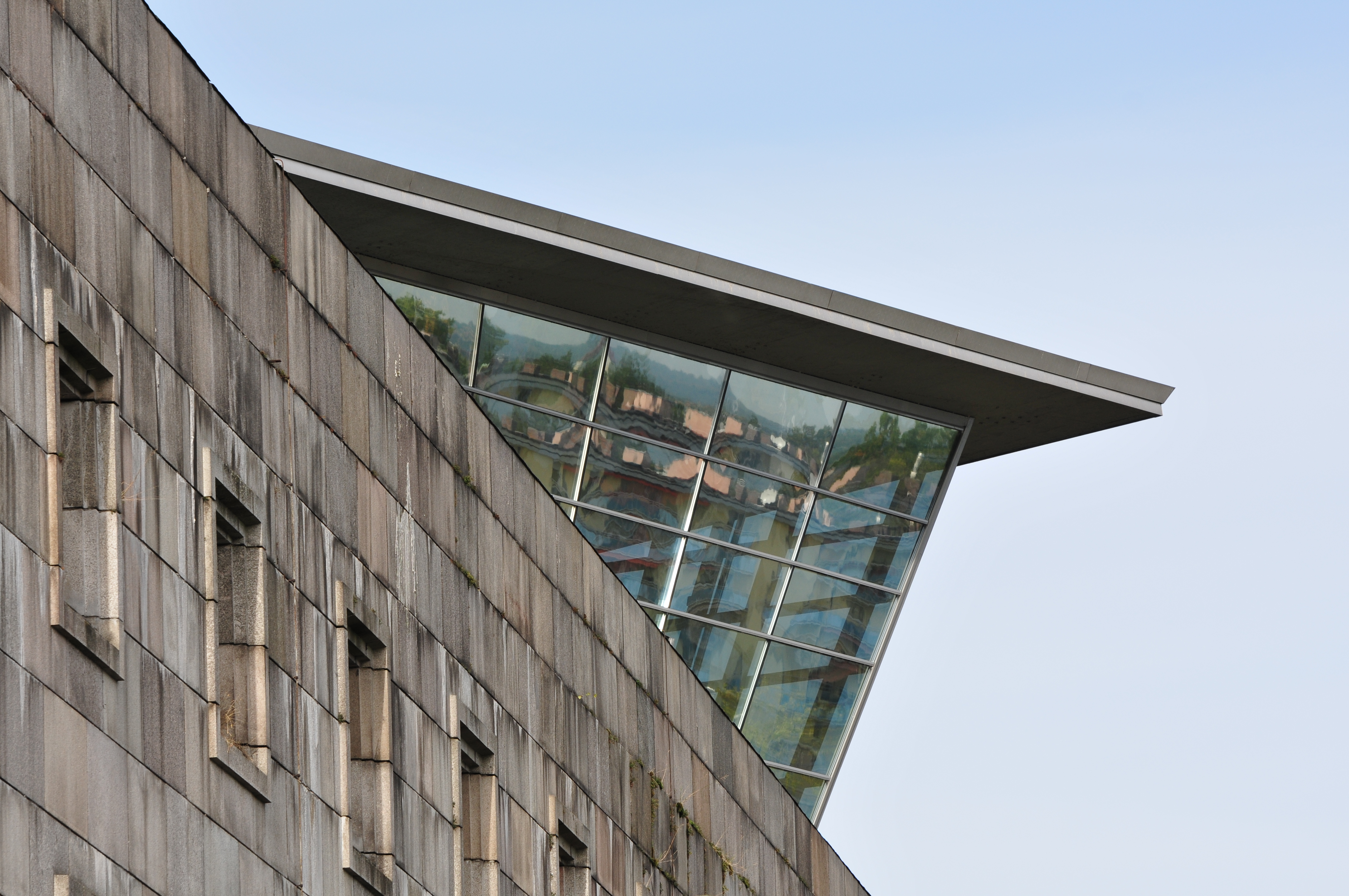
Die neue Architektur des Dokuzentrums durchschneidet die Kongresshalle diagonal vom Eingang aus

Das Dokumentationszentrum Reichsparteitagsgelände ist ein Museum in Nürnberg. Es gehört zum Verbund der Museen der Stadt Nürnberg und befindet sich im Nordflügel der von den Nationalsozialisten konzipierten, unvollendet gebliebenen Kongresshalle des ehemaligen Reichsparteitagsgeländes. Verschiedene Dauerausstellungen befassen sich mit den Ursachen, Zusammenhängen und Folgen der nationalsozialistischen Gewaltherrschaft. Themen, die einen direkten Bezug zu Nürnberg haben, werden dabei besonders berücksichtigt. Dem Museum ist ein Studienforum angeschlossen.

## Entstehung
1994 beschloss der Stadtrat von Nürnberg die Einrichtung des Dokumentationszentrums. Der österreichische Architekt Günther Domenig gewann 1998 den internationalen Wettbewerb mit seinem Vorschlag, den nördlichen Kopfbau durch einen begehbaren „Pfahl“ aus Glas und Stahl diagonal zu durchbohren. Am 4. November 2001 wurde es durch den damaligen Bundespräsidenten Johannes Rau eröffnet.

## Ausstellung
Zwischen 1985 und 2020 (bis 2001 im Goldenen Saal der Zeppelintribüne) befasste sich die Dauerausstellung Faszination und Gewalt mit den Ursachen, Zusammenhängen und Folgen des Nationalsozialismus. Aspekte, die einen deutlichen Bezug zu Nürnberg haben, wurden dabei hervorgehoben. Nürnberg war in der Zeit des Nationalsozialismus die Stadt der Reichsparteitage und wurde vielfach für Propagandazwecke genutzt. Zu den Themen mit lokalem Bezug gehörten die Geschichte der Reichsparteitage, die Bauten des Reichsparteitagsgeländes, die Nürnberger Gesetze, die Nürnberger Prozesse sowie der Umgang mit dem nationalsozialistischen Architekturerbe nach 1945.
Seit 2021 wird das Dokumentationszentrum umgebaut, die bisherige Dauerausstellung ist geschlossen. Während der Zeit des mehrjährigen Umbaus erzählt jedoch die eigens konzipierte Interimsausstellung Nürnberg – Ort der Reichsparteitage. Inszenierung, Erlebnis und Gewalt in Deutsch und Englisch erstmals aus lokalgeschichtlicher Perspektive die Geschichte rund um das Reichsparteitagsgelände von 1918 bis 2020. Eine großflächige Medieninstallation gibt einen Überblick über das Areal. In vier Zeiträumen entwickeln sich die Ereignisse in der Stadt und auf dem Gelände. Eine Vielzahl von Objekten, zahlreiche Aufnahmen von Privatleuten sowie eindrückliche Biografien öffnen neue Blicke auf das Thema. Der neue Eingang zur Ausstellungshalle war ausgeschildert. Am 18. Februar 2025 wurde der Eingang wieder zum ursprünglichen Ort verlegt (zunächst jedoch nur im Erdgeschoss geöffnet) und das renovierte Foyer für die Öffentlichkeit freigegeben. Die offizielle Einweihung erfolgt am 19. Februar 2025.
Seit Mai 2006 wird die Ausstellung im Dokumentationszentrum durch ein zweisprachiges Informationssystem mit 23 Stelen im historischen Areal ergänzt, die einen individuellen Rundgang über das ehemalige Reichsparteitagsgelände ermöglichen. Außerdem bietet der Verein Geschichte Für Alle e. V. Führungen über das ehemalige Reichsparteitagsgelände an.
Seit 2020 ist das Dokumentationszentrum auch auf Google Arts & Culture vertreten. Es gibt zwei Ausstellungen zum Reichsparteitagsgelände und zur Entstehungsgeschichte der Einrichtung.

## Kuratorium
- Georg Eisenreich, Bayerischer Staatsminister der Justiz
- Peter Daniel Forster, Präsident des Bezirkstags von Mittelfranken
- Albert Füracker, Bayerischer Staatsminister der Finanzen, für Landesentwicklung und Heimat
- Herwig Gössl, Erzbischof von Bamberg
- Jo-Achim Hamburger, Israelitische Kultusgemeinde Nürnberg
- Elisabeth Hann von Weyhern, Regionalbischöfin der Evangelisch-Lutherischen Kirche in Bayern
- Charlotte Knobloch, Israelitische Kultusgemeinde München und Oberbayern
- Marcus König, Oberbürgermeister der Stadt Nürnberg
- Ulrich Maly, Altoberbürgermeister der Stadt Nürnberg (Sprecher des Kuratoriums)
- Christoph Safferling, Direktor der Internationalen Akademie Nürnberger Prinzipien
- Claudia Roth, Beauftragte der Bundesregierung für Kultur und Medien
- Sabine Schnell-Pleyer, Stiftung zur Unterstützung des Dokumentationszentrums Reichsparteitagsgelände
- Anna Stolz, Bayerische Staatsministerin für Unterricht und Kultus
- Bundesminister a. D. Oscar Schneider († Dezember 2024), Ehrenvorsitzender des Kuratoriums

Stand: Januar 2025

## Studienforum
Das Studienforum befindet sich in dem modernen gläsernen Aufbau auf dem Dach des Kopfbaus. Ein Zusammenschluss von sieben Nürnberger Bildungseinrichtungen ermöglicht unter der Leitung der Museen der Stadt Nürnberg ein umfangreiches und zielgruppenorientiertes Programm. Das Angebot reicht von 90-minütigen moderierten Programmen über Rundgänge bis hin zu Studientagen und zielt auf Schulklassen, Jugend- und Erwachsenengruppen. Das inhaltliche Spektrum bedient historische Themen mit Bezug zum Gelände und den Reichsparteitagen sowie der Lagergeschichte im Krieg, widmet sich jedoch auch aktuellen Phänomen wie Rassismus und Rechtsextremismus. Während der Umbauphase wird das Bildungsangebot auf die Inhalte der Interimsausstellung zugeschnitten.
Die Partner im Studienforum sind:
- Geschichte Für Alle e. V. – Institut für Regionalgeschichte
- Jugendakademie im Caritas-Pirckheimer-Haus
- Jugendzentrum für kulturelle und politische Bildung (JZ) der Stadt Nürnberg
- Kreisjugendring Nürnberg-Stadt
- Kunst- und Kulturpädagogisches Zentrum der Museen in Nürnberg
- Menschenrechtsbüro der Stadt Nürnberg
- Nürnberger Menschenrechtszentrum e. V.

## Auszeichnungen
Der Verband der Britischen Reiseschriftsteller wählte 2002 das Dokumentationszentrum zum weltweit besten Tourismusprojekt außerhalb Großbritanniens. Im Jahr 2001 wurde der Innovationspreis der Region Nürnberg an die Partner im Studienforum des Dokumentationszentrum Reichsparteitagsgelände verliehen.

## Andere Orte des Gedenkens an die Judenverfolgung in Nürnberg
In der Stadt gibt es keinen würdigen Gedenkort an die von der NS-Partei als Juden verfolgten über 1500 Personen aus der Stadt und Hunderten aus dem Umland und an die dazu benutzten Deportationszüge vom ehemaligen Bahnhof Nürnberg-Langwasser / Bf N-Märzfeld. Im Herbst 1942 meldete der Parteileiter nach Berlin, dass Nürnberg „judenrein“ sei.

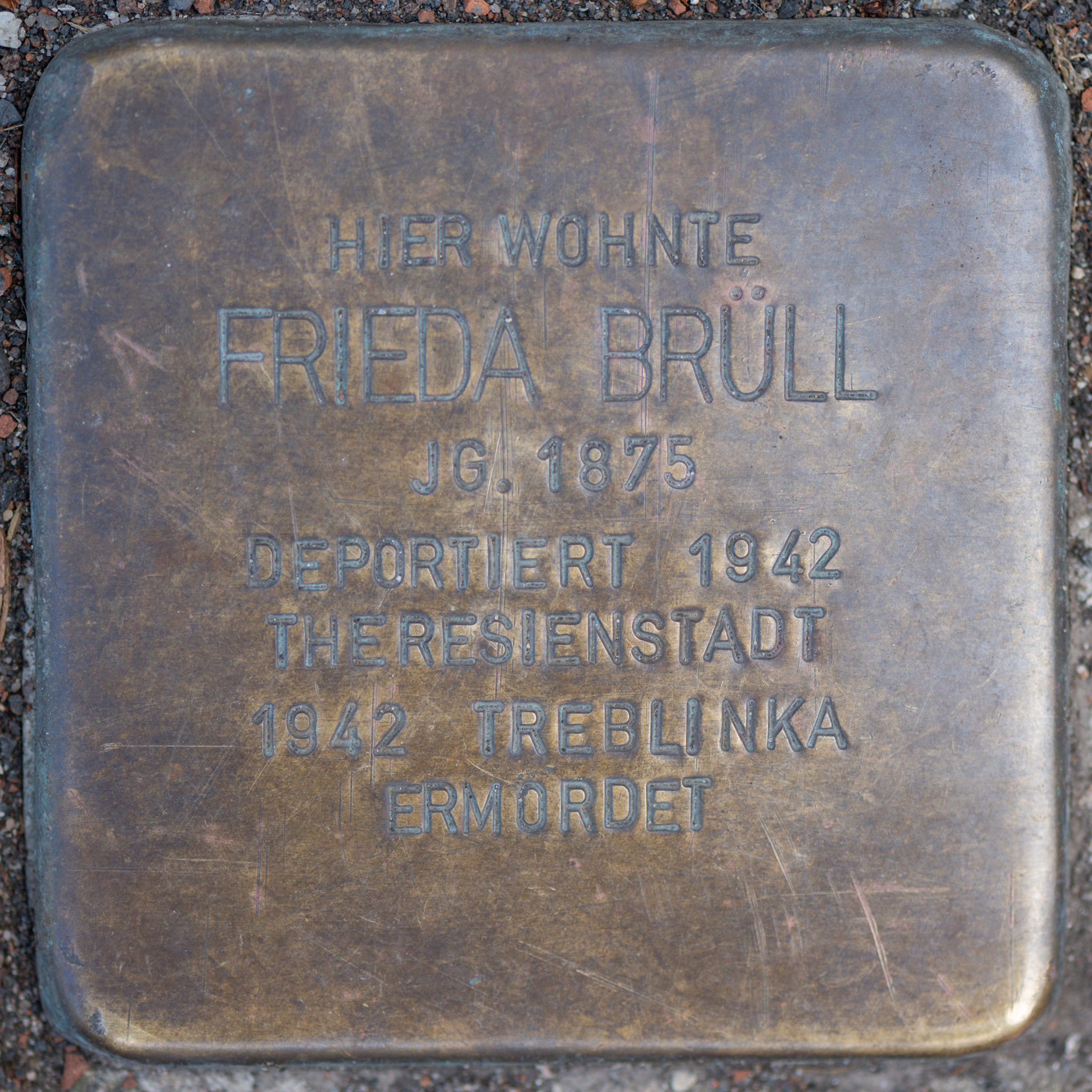
Blumenthalstraße 7, Frieda Brüll, 1875–1942 KZ Theresienstadt – KZ Treblinka

Die Liste der Stolpersteine; diese bezeichnen die letzten Wohnorte der als Jude Verfolgten im Stadtgebiet, soweit bisher solche Kleindenkmale in den Straßen verlegt worden sind.
Das allgemeine Mahnmal zur Erinnerung an Kriegsopfer, Kriegsverbrechen und die Shoah/den Holocaust und die Verfolgung anderer Personengruppen befindet sich auf dem Nürnberger Südfriedhof. Dort wird auch der sowjetischen Kriegsgefangenen gedacht, die in Nürnberg um ihr Leben gebracht wurden.
Am Platz der Opfer des Faschismus in der Nähe der Universität mit einem übermannshohen Findling als Gedenkstein gab es bis zu einer Umgestaltung 2021 kaum etwas, das Bezüge zu den dahinter stehenden Verbrechen ausdrücken konnte und einlud, an dem Ort darüber nachzudenken. Damals wurde die Bodenbelagsfläche rund um den Gedenkstein vergrößert und eine Steinbank als Sitzgelegenheit installiert. Georg Neubauer sagte es so: Er kenne den Platz nunmehr seit fast 40 Jahren, „aber es ist jetzt das erste Mal, dass ich mir vorstellen kann, dass Menschen sich vielleicht auch mal hinsetzen und den Gedenkstein etwas bewusster wahrnehmen.“ Hinter dem Gedenkstein sollen künftig weiße Rosen in Erinnerung an die gleichnamige Widerstandsgruppe blühen.
Das Zwangsarbeiter-Mahnmal „Transit“ befindet sich am Verkehrszentrum Plärrer.